# Bryconella pallidifrons
Bryconella pallidifrons es una especie de peces de la familia Characidae en el orden de los Characiformes, es la única especie del género Bryconella.

## Morfología
Los machos pueden llegar alcanzar los 2,3 cm de longitud total.

## Hábitat
Vive en zonas de clima tropical entre 26 °C - 28 °C de temperatura.

## Distribución geográfica
Se encuentran en Sudamérica:  cuenca del río Amazonas.